# Hans Luterer

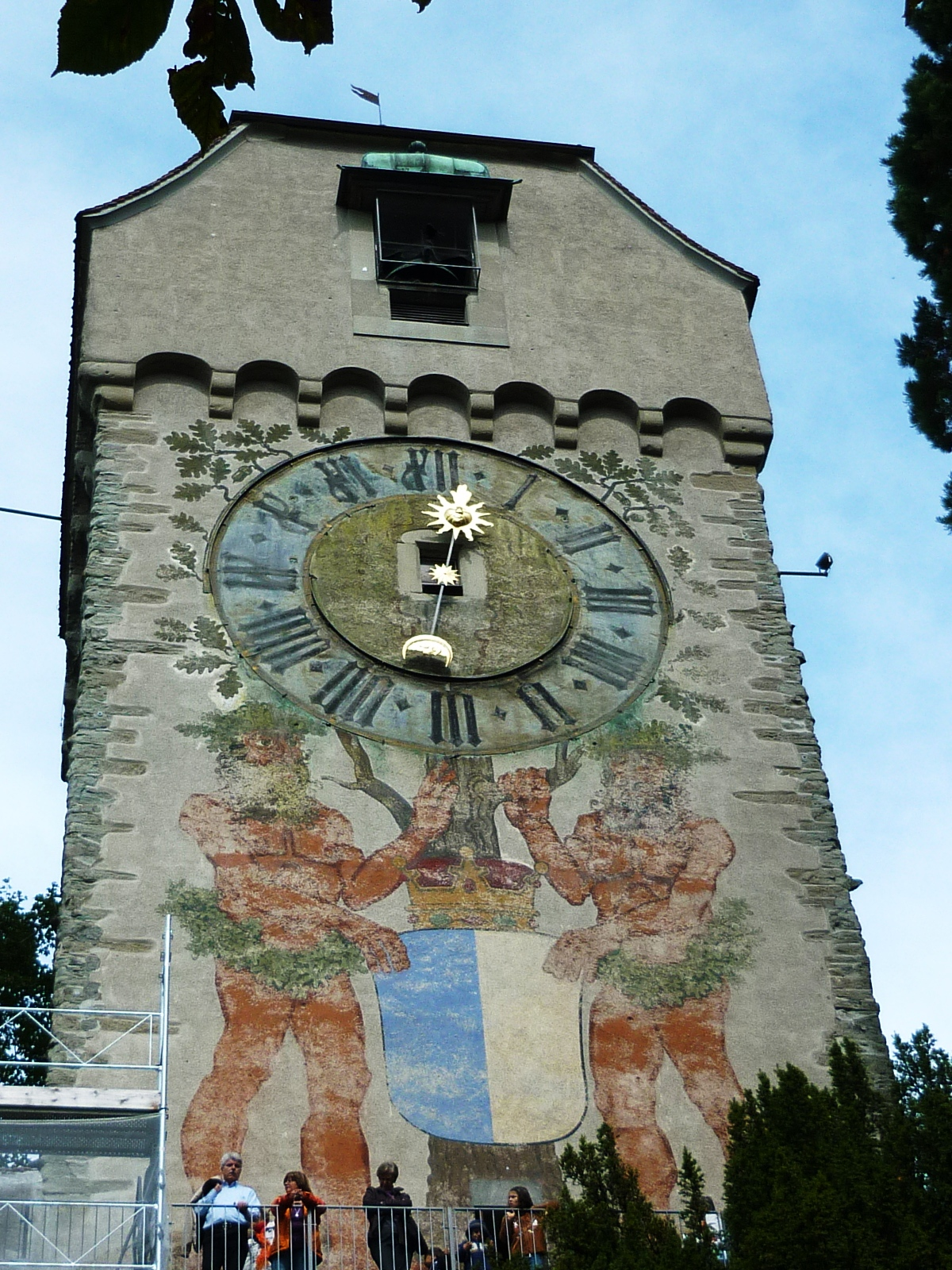
Zytturm an der Museggmauer in Luzern

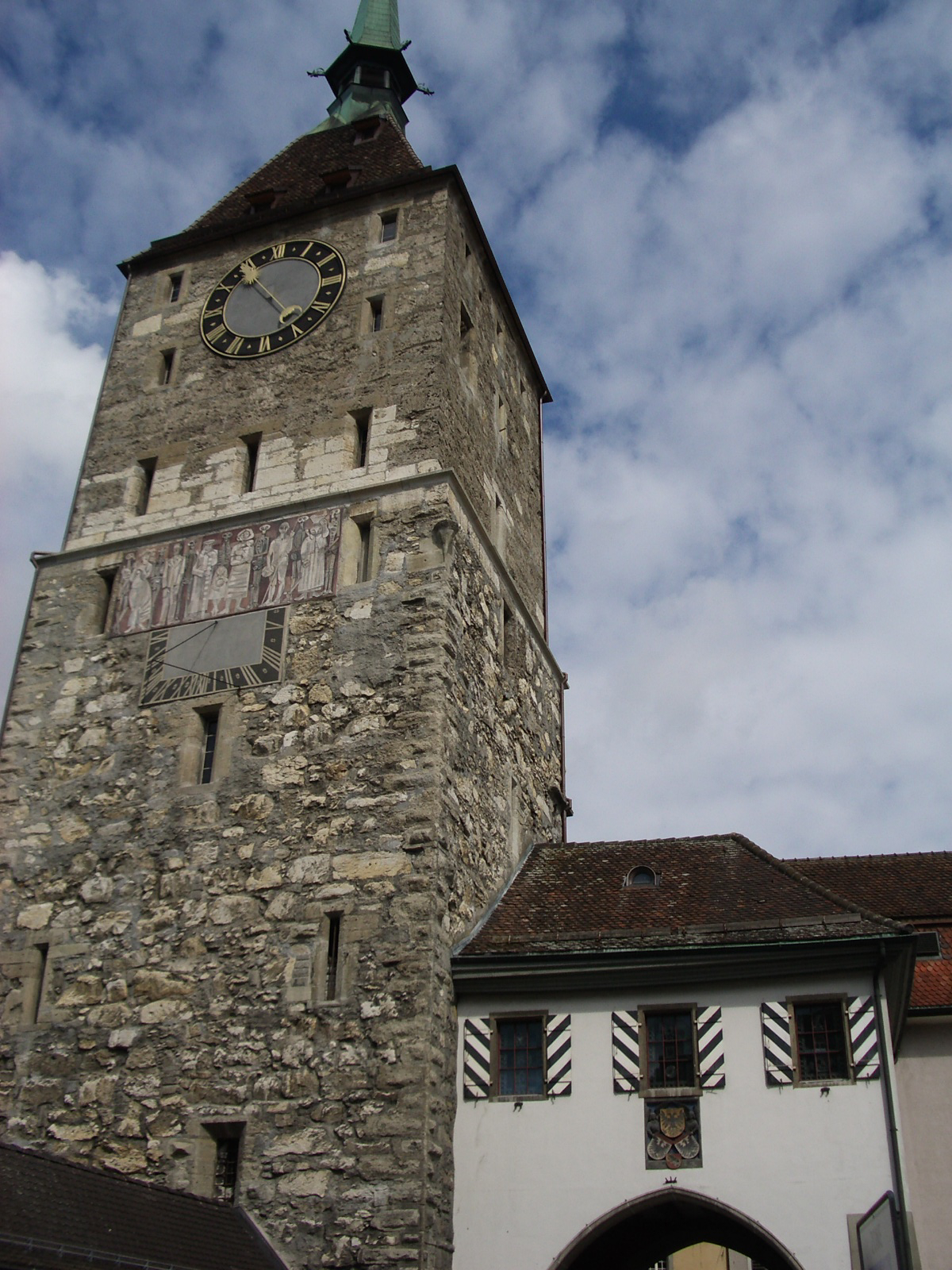
Obertorturm in Aarau mit Turmuhr von 1532 im 9. Stock

Hans Luterer (* um 1489 in Waldshut; † 1548 in Freiburg im Breisgau) war ein deutscher und Schweizer Uhrmacher.

## Leben
Luterer stammte aus Waldshut. 1516 wurde ihm für seine Verdienste als Turmuhrbauer das Bürgerrecht der Stadt Zürich geschenkt. Er heiratete Elisabeth Haldenstein, die Tochter eines Glasmalers. Zwischen 1522 und 1542 baute er 15 Turmuhren in der Inner- und Ostschweiz, wobei ihm teilweise sein Sohn Niklaus half. 1532 fertigte er die Räderuhr für den Oberer Turm an, die bis heute erhalten geblieben ist.  1535 baute er die Turmuhr für den Zytturm an der Museggmauer in Luzern. Die älteste Uhr der Stadt Luzern ist noch immer in Betrieb. 1538 baute er das Uhrwerk für die Kirche St. Peter in Zürich. Luterer war vermutlich 1543 das letzte Mal in Zürich. 1546 baute er in Freiburg im Breisgau die Uhr für das Martinstor und 1547 zusammen mit seinem Sohn die Uhr am Münsterturm. Luterer gilt zusammen mit Laurentius Liechti zu den bedeutendsten Uhrmachern der Ostschweiz.

## Werk
Die Zeiger- und Schlaguhr von 1538 für den aus dem 13. Jahrhundert stammenden Turm des Vorgängerbaus der Barockkirche St. Peter in Zürich gilt als sein Hauptwerk. Die astronomische Monumentaluhr hat außer der üblichen Zeitanzeige ein astronomisches Werk, das den Lauf des Mondes sowie den der Sonne durch den Tierkreis demonstriert. Das Uhrwerk im 3. Geschoss übertrug durch Stangen und Räder die Antriebskraft auf die Stundenzeiger. Der Zürcher Uhrmacher Hans Felix Bachofen baute das Uhrwerk 1675 in eine ganggenauere Pendeluhr um.